# Липне (Луцький район)
Ли́пне — село в Україні, у Луцькому районі Волинської області. Входить до складу Цуманської селищної громади. Населення становить 1976 осіб.
19 липня 2020 року, в результаті адміністративно-територіальної реформи та ліквідації Ківерцівського району, село увійшло до складу Луцького району.
Село розташоване в глибині поліських лісів. Перша історична згадка про село датована 1577 роком, археологічні знахідки свідчать, що у цій місцевості люди жили дуже давно. Є цікава легенда про походження назви села, яка пов'язана з татарськими набігами на українські землі.
Територія 43053 тисяч квадратних метрів. У селі 470 дворів, 1.976 жителів, 84 сім'ї мають статус багатодітних, а 110 отримують державну соціальну допомогу. Народжуваність жителів села Липне переважає смертність.
В Липному є два релігійних храми: Дім молитви Християн Віри Євангельської, та старовинний Свято-Михайлівський храм УПЦ Київського патріархату. Протестантська община існує в Липному з 1925 року. Це одна з найбільших сільських церков ХВЄ на теренах Волинської області.
Уродженцем села є Архієпископ Полтавський і Кременчуцький Української Православної Церкви КП Федір (Бубнюк).

## Благовіст Липенських дзвонів над Поліссям(опубліковано з дозволу автора)
Зі статті Володимира Рожка, історика-архівіста, дійсного члена ІДВ у Вінніпезі і його представник в Україні, почесного професора Волинського національного університету ім. Лесі Українки, викладача ВДС

##### Село над річечкою Черемошна
Село Липно на історичній Луччині належить до давніх поселень Волинського Полісся. Знаходиться воно над річечкою Черемошна, права притока річки Кормин і свої витоки бере з недалеких Мидських лісів. В сиву давнину річечка була судноплавна і являла разом з Кормином, Стиром, Прип'яттю важливу артерію життя і міграції. Саме по цих водних шляхах князівські тіуни збирали данину з найвіддаленіших і напівзахованих лісами і болотами поселень і вивозили ними до Погостів, де знаходилася адміністративно-податкова влада, згромаджувалися натуральні оброки, данини, відбували суди княжі тіуни. На великих погостах князі будували укріплені замки, храми Божі, склади товарів і інше.
Назва села Липно захована старожилами в такому переказі. Над річкою Черемошна було невелике поселення за бродом на ній, а звідти і його назва Забрід.
Заховане зеленою пеленою лісів, серед непрохідних боліт і мочарів воно здавалося його мешканцям недоступним для ворога. Одначе татарський загін знайшов дорогу і до нього. Мешканці здалеку побачили ворога і щоб визначити його силу і кількість попросили одного юнака вести з неподалекої від поселення липи обсервацію ординців. І хоч селяни чинили запеклий опір татарським наїзникам, вони майже всі загинули або були взяті в ясир, поселення спалене. Незначна частина жителів врятувалася, а юнака ординці не помітили на дереві. Він з уцілілими мешканцями Забрід біля липи заснував нове село Липно.
В основу слова «липно» покладено корінь «лип» і саме він є і в словах: липнути, липни, липне і інше.
Наукове походження назви села слід, на думку автора, знаходити саме в них. В основу волинських топонімів покладено, як правило, природничий, географічний, особовий фактори. Коли брати до уваги найвагоміший — природничий, то його знаходимо в назвах недалеких річок: Красоха — від слова краса, Кормин — кормити (риба, дика птиця) — кормила наших далеких пращурів, їх худобу, свійську птицю.
А навколишні ґрунти, де виросла вперше оселя над річечкою Черемошна, липнули до ніг, взуття людей, коліс, тварин то й слово «липне» покладено було в основу назви, яка в часі видозмінилася в мові у «Липне».
Кам'яні знаряддя праці знайдені на території села і в його околицях та збережені в шкільному музеї є прямими свідками того, що ця місцевість була заселена ще в доісторичну добу. Річечка Черемошна багата на рибу, дику птицю, ліси на ягоди, гриби, мед диких бджіл, а непрохідні болота і нетрі становили природний захист та давали все необхідне для життя наших далеких предків.
Власне, через таку чи подібну схему життя і побуту первісних людей пройшли всі навколишні села Волинського Полісся.
Перша писемна згадка про Липно 1577 року, коли воно разом з навколишніми селами Мидськом, Стидинами, Холоневичами належали до Степанського замку князів Острозьких і в тому році князь Константин Острозький платив від нього за дев'ять димів і сім городів. Ото ж в Липно на той час проживало 16 сімей і до двох сотень жителів, коли вважати, що кожне з подруж мало багато дітей, а багатодітні сім'ї на Волині і Волинському Поліссі були явищем звичним.
Основним заняттям селян і в XVI—XIX ст. залишалося рільництво, тваринництво, а допоміжними промислами — риба, гриби, ягоди, заготівля лісу спочатку сплавляли по вищеназваних ріках, а на початку ХХ ст. вивозили до вузькоколійних залізниць в недалеких околицях.
Наприкінці XIX ст. було тут 101 будинок, 850 жителів. Перша світова війна 1914—1918 рр. позначилася на селянах Липно, залишила вцілілим спогади про так зване «біженство», коли московська влада в насильницький спосіб вивозила волинян вглиб Московщини, а разом з ними все найцінніше, залишаючи для нового окупанта спустошену рідну землі.
Криваві буревії першої світової війни, революції, національно-визвольних змагань українського народу за свою незалежну і самостійну, соборну державу заторкнули життя і долю селян Липно, не принесли справжньої волі, не стали вони і повновладними господарями рідної землі.
За Ризьким мирним договором 1921 року більшовицька Москва і Поверсальська Польща поділилися Україною і західну Волинь і Полісся окупували поляки, які розпочали на наших землях бурхливе будівництво своєї Малопольщі: заселення наших земель польськими колоністами — осадниками, вчорашніми легіонерами Пілсудського, полонізація і окатоличення місцевих українців через освіту, культуру. Польські шовіністи закрили українські школи, викинули українську мову не лише з державних установ, а й побуту.
Щоб протиставитись ополяченню, окатоличенню зберегти рідну мову і культуру свідомі українці заснували 1918 року на Волині — Луцьке повітове Товариство «Просвіта». Філії Товариства були засновані і по чисельних селах і містечках Волині і Полісся.
25 червня 1922 року таку філію «Просвіта» було засновано і в с. Липно. Головою ради філії було обрано Сидора Левізорика, секретарем Терентія Левицького, скарбником Ананія Левицького.
Дослідники минуло села переоцінили діяльність місцевої філії «Просвіта» в Липно та її керівництва, їх роль у вихованні національної свідомості жителів села.
Автор уважно вивчив і проаналізував фонд документів № 54 "Луцьке повітове Товариство «Просвіта» в Держархіві Волинської області. В справі "Списки філій Луцького повітового Товариства «Просвіта» на аркуші 3 читаємо, що філія його в Липно «Відчитів та справодзенів не подає, діяльності не проявляє».
В наступних роках бачимо ту ж саму картину, тому вона не могла бути жодним носієм відродження національного духу, а незабаром в 1932-році польська окупаційна влада взагалі заборонила діяльність Товариства «Просвіта» та його філії на місцях.
Одначе слід наголосити, що національна свідомість жителям села Липно була притаманна в усі часи, а особливо вона яскраво проявилася в роки другої світової війни, коли в ряди вояків УПА влилося десятки юнаків, ще десятки знаходилися в місцевій самообороні, яка була настільки організованою, що, а ні польським, ні московським червоним бандам не вдалося аж до другої більшовицької окупації 1944 року опанувати село.
Жителям с. Липно випало на долю пережити повоєнне лихоліття, московсько-більшовицькі тюрми, концтабори, депортації, бути насильними будівельниками колгоспного «щастя», будувати комунізм і жити в «реальному соціалізмі». Проте душа українського селянина з історичної Цуманщини залишилася українською, вірною своїй землі, звичаям і традиціям.
В усі часи світло науки і знань несла школа. Знаємо, що в козацьку добу XVII ст. в Україні не було міста, села де б не було школи в якій вчителі засівали в дитячих душах золоте зерно знань.
Нині в селі середня школа в якій навчається 361 учень, а навчально-виховний процес здійснюють 32 вчителі під керівництвом здібного педагога і доброго господарника директора Олександра Демчука.

##### 2. Святиня в ім'я Архістратига Божого Михаїла.
Церква в усі віки була для селян Липно, як і для всіх українців, найбільшою святинею, місцем спільних молитов і прославлення ім'я Господнього. Несли вірні до святині свої радощі, болі, втрати, надії. Тут їх христили, вінчали, відспівували заупокійні піснеспіви. Їх кликали до храму мелодійні переспіви дзвонів, їх благовіст линув над селом голосом Творця, Воскреслого Спасителя — радісним «Христос Воскрес!» сумом звучали, проводжаючи в останню дорогу, били на сполох в час небезпек і пожеж. Храм, святі ікони в ньому, обруси, вишиті і ткані рушники на них, килими на підлозі — це все, спільно взяте, становило українську вікову душу в святині.
Нинішній храм Божий в Липно не є першою церквою в селі і про це маємо повідомлення в документальних та історичних джерелах.
Польські дослідники кінця XIX ст. хотіли бачити в Липно першу церкву-капличку римо-католицькою: «… в Липно в повіті Луцьким 10 верств від Стидень, капличка католицька приписана до парафії в Деражному…»
Документальні джерела Держархіву Волинської області про першу церкву Божу повідомляють як про приписну церкву-капличку до головного храму св. Михайла, 1770 року. Вибудувана вона була з дерева на місцевому кладовищі, також трьохнавна, як переважаюча більшість святинь на Волині і Поліссі.
Безперечно, що будівництво дерев'яного храму св. Михайла, 1770 році вірними відбувалося на місці попередньої святині, бо волиняни в усі віки дотримувалися при церковному будівництві святості місця — місця на якому стояла попередня церква.
Найдавніші документальні джерела з 1799 року про церкву св. Михайла в Липно та парафію зберігають такі дані: — Церква св. Михайла, 1770 р. в с. Липнях, дерев'яна, до служіння годна, побудована коштом парафіян. До храму приписані села Холоневичі, Майдан.
З нижчеподаної таблиці станом на 1779 рік маємо дані про кількість дворів, населення сіл парафії.
| Село       | Дворів | Чол. | Жін. |
| ---------- | ------ | ---- | ---- |
| Липно      | 93     | 223  | 213  |
| Холоневичі | 22     | 97   | 91   |
| Майдан     | 13     | 40   | 47   |
| Всього     | 128    | 360  | 351  |

Церква св. Михайла побудована на місці попередньої з вибурового пущанського дерева, місцевими волинськими майстрами, трьохнавна, тобто трьохзрубна в типовому давньому волинському архітектурному стилі. Біля неї на захід від входу дерев'яна трьохярусна дзвіниця кінця XIX ст. також на місці попередньої.
В історичних джерелах знаходимо такий науковий опис святині.
Дерев'яна, трьохзрубна, трикупольна. Зруби рівновисокі з значною перевагою вертикалей в пропорціях. Центральний, ширший зруб, у плані наближений до квадрату, притвор — прямокутний, апсида (вівтарна частина) — п'ятигранна. Притвор (бабинець) з'єднаний з центральним зрубом фігурним вирізом. На барабані куполу і стіні притвору — настінна темперна розпис XIX ст. У інтер'єрі збереглася декоративна різьба по дереву XVIII—XIX ст. В архітектурі храму злиті художні принципи придніпровської і волинської архітектурних шкіл.
Вертикальною домінантною невеликого ансамблю дерев'яних споруд є дзвіниця, розташована окремо на захід від церкви. Дерев'яна, трьохярусна, з характерною для Волині композицією — восьмерик на двох четвериках. Завершується високим шатром, декоративними щипцями і увінчаним головкою з двоколонним ґаночком на східному фасаді. Основи об'єму кожного ярусу доверху зменшуються в розмірах.
Первісні розписи храму були в суто українському, волинському іконописному стилі виконані в світлих, лагідних кольорах, які б підносили душі вірних до високого і прекрасного, а убрання святині, як і всіх святинь Волинського Полісся носило суто українську народну душу в самому архітектурному стилі, розписах, іконах і іконостасі, прикрасах.
Частково ці розписи збереглися під час реставраційних робіт в XIX ст., які також були витримані у місцевому іконописному стилі.
Храм Св. Михайла в с. Липно в усі часи був великою духовною скарбницею предметів церковного мистецтва поліських майстрів.
Високої мистецької цінності в храмі є двоярусний іконостас роботи волинських митців художньої окраси деревини, ікони в ньому. Їх письмо наближене до національного, народного іконописного стилю.
Над царськими воротами високої мистецької роботи мироточива ікона Божої Матері, а самі врата виконані талановитим майстром-різб'ярем твір якого з елементами винорадної лози з гронами є досконалим. В храмі є ще ряд ікон серед них і св. архістратига Михайла в честь якого освячено й престол святині. Всі вони твори іконописної школи волинських майстрів.
Наукове вивчення духовних скарбів святині автором і його вихованцем студентом Волинської Духовної семінарії родом з села Липно Валерієм Громиком відкрило нам високої мистецької роботи Богослужбові книги: два Євангелія з XVIII ст. Почаївського видання, третя передана до новозбудованого храму с. Холоневичі.
Особливо цінним з мистецького погляду є Євангеліє в металевій срібно-визолоченій обкладинці з художньо-декоративними карбуванням, з медальйонами на яких зображено святих. Друковане на високоякісному папері кириличним уставом в два кольори — чорний і червоний, з кольоровими мистецькими титлами, заставками, ініціалами, мініатюрами, мистецькими замками. Воно добре збережена і використовується під час Богослужінь.
Друге давнє Євангеліє за друком чітких ліній кириличних літер нагадує попереднє, текст в два кольори чорний і червоний, мистецько виконані титли, мініатюри, ініціали, заставки та інше. Обкладинка його нагадує також попереднє, мистецьке оформлення виконане не в одному кольорі, а двох національних — жовтому і блакитному, прикрашене п'ятьма мистецькими медальйонами із зображеннями святих, замками виготовленими народним майстром. Бічні обрамлення обкладинки як і першого нагадують українські вишивки геометричного і рослинного орнаменту, центральний медальйон із зображенням Голгофи Спасителя обнесений вінком з виноградної лози з гронами винограду. Біля Хреста Розп'ятого Спасителя Марія Магдалина і Марія, мати Якова й Йосипа, і мати синів Заведеєвих.
Опріч того високомистецької роботи інші предмети церковного призначення: чаша, хрести, хоругви і інше.
В храмовій бібліотеці налічується 71 примірник духовної літератури — це Требники, Мінеї Місячні, Збірники нот, Колядки і інше. Всі вони видання XIX—XX ст., Почаївської, Митрополичої синодальної друкарні у Варшаві 20-30 років минулого століття.
Архів церкви незначний, власне, і в документах життя святині, парафії з часу переходу до УПЦ КП, є лише цінна збірка фотодокументів з церковного життя.
За статистичними даними 1892 року до храму св. Михайла в Липно були приписані вірні сіл: Холоневичі, Майдан, Знамирівка, Затишшя. Загальна кількість парафіян з усіх сіл становила — 614 чоловічих душ і 615 жінок, церкві належали 53 десятини землі.
За документальними джерелами Держархіву Волинської області першим поунійним священиком настоятелем храму св. Михайла 1799 року був о. Михайло Степанович Клобачевський рукоположений 1784 року єпископом Луцьким і Острозьким Кипріяном Руської унійно-православної церкви. На той час було йому 44 роки, батько сина і двох дочок, дяком брат священика Григорій Степанович Клобачевський, його вік 63 роки.
У своїй багатовіковій історії церква св. Михайла в селі Липно мала цілу низку добрих настоятелів, в основному, волинян за походженням. Одначе хочу назвати найвагоміші постаті: о. Олександр Марчевський 1870 р. н., який з 1907 по 1940 роки був добрим настоятелем, духовним сіячем національного золотого зерна в душах вірних.
Саме завдяки йому і активним парафіянам Левку і Євдокиму Гусаку, Адаму Переходько, Марії Демчук і іншим, служба Божа велася в 20-30 роках української мовою, діяв добре злагоджений хор, яким керував національно-свідомий псаломщик Іван Левицький, який, незважаючи на всюдисуще вухо і око польської поліції, мав іскру Божу в душі, а Україну в серці.
З повоєнних настоятелів храму св. Михайла в Липно глибокий слід з віри і любові залишив по собі о. Борис Шумський (1907—1995), який пережив разом з вірними «неповторну радянську дійсність», масові наїзди комуністів-атеїстів, фізичні побоїща місцевих бригадирів, розкладову працю притаєних агентів КГБ, але дочекався Української Держави і Незалежної рідної церкви, одним із перших в Ківерцівському районі разом з парафіянами перейшов у підпорядкування УПЦ КП.
Дорогою видатного священика о. Бориса Шумського пішли служити Богові і Україні вихідці с. Липно: владика Федір (Бубнюк), о. Андрій Гусак, о. Василь Гламазда, скінчили Рівненську Духовну семінарію і Київську Православну Богословську академію Володимир Челій, Володимир Гусак, навчаються у Волинській Духовній семінарії Валерій Громик, Віталій Шевчук.
Владика Федір (Бубнюк) єпископ Полтавський і Кременчуцький по успішному закінченні місцевої школи і Волинської Духовної семінарії, Київської Православної Богословської Академії, захистив кандидатську дисертацію, був ігуменом, архімандритом київських монастирів, секретарем Святійшого Патріарха нашого Філарета, рукоположений на єпископа УПЦ КП.
Владика Федір з дитинства мав велику любов до Бога, України, рідної церкви, під час навчання у семінарії проявив себе як науковець, написав цілий ряд статей, серед них з минулого рідного села, дослідив і опублікував життєписи найдостойніших настоятелів храму святого Михаїла, користується великою пошаною серед вірних як єпархії так і в рідному селі. Очолює владика ще й синодальне управління в справах молоді
В селі Липно свято шанують спочилих в Бозі настоятелів святого храму, доглядають їх могили вірні, моляться за спокій їх душі і не гасне свічка пам'яті про них в душах парафіян.

## Населення
Згідно з переписом УРСР 1989 року чисельність наявного населення села становила 1949 осіб, з яких 917 чоловіків та 1032 жінки.
За переписом населення України 2001 року в селі мешкало 1927 осіб.

### Мова
Розподіл населення за рідною мовою за даними перепису 2001 року:
| Мова       | Відсоток |
| ---------- | -------- |
| українська | 99,80 %  |
| російська  | 0,15 %   |
| білоруська | 0,05 %   |